# Marumori
Marumori (丸森町, Marumori-machi) est un bourg du district d'Igu, dans la préfecture de Miyagi, au Japon.

## Géographie

### Démographie
Au 1er décembre 2014, la population de Marumori s'élevait à 14 353 habitants répartis sur une superficie de 273,34 km2.